# Liste des commanderies templières en Vénétie
Cette liste recense les anciennes commanderies et maisons de l'ordre du Temple en Vénétie, région d'Italie.

## Histoire et faits marquants
Au sein de l'organisation administrative des templiers, les biens de cette région faisaient partie de la province templière d'Italie, appelée plus tardivement province de Lombardie.
Le patriarcat d'Aquilée possédait le nord de cette région, notamment Cortina d'Ampezzo avec le château de Botestagno (it), ainsi qu'une partie des territoires de l'est. En atteste la plus ancienne donation répertoriée pour les templiers de Vénétie en 1149, à savoir la « villa di Rai » et les terres adjacentes où les templiers établiront la maison du Temple dite de « Santa Maria a Campanea » sur la commune d'Ormelle,. Cette maison prit une telle importance qu'au milieu du XIIIe siècle, elle était le lieu de résidence du commandeur de la baillie de la Marche trévisane.
L'implantation des templiers dans cette région date donc du milieu du XIIe siècle, dans ce qui était à l'époque la partie centrale de la Marche de Vérone, à laquelle il faut ajouter la république de Venise, alors en plein développement. Certaines grandes villes de la région (comme Padoue, Crémone, ou encore Vérone) se joignirent à la première Ligue lombarde, alliance militaire qui visait à contrecarrer les ambitions des empereurs germaniques dans la plaine du Pô. La ligue emporta la Bataille de Legnano face à l'Empereur Frédéric Ier du Saint-Empire en 1176. Celui-ci fut contraint de signer la Paix de Venise en 1177, et les villes lombardes obtinrent la reconnaissance de leur liberté. La seconde ligue formée en 1226 pour combattre l'empereur Frédéric II du Saint-Empire, fut écrasée en 1237 lors de la bataille de Cortenuova. Parmi les personnages centraux de cette période figure Ezzelino III da Romano qui était à la tête des gibelins. À l'origine, « simple » seigneur de Romano, il unifia pour un temps les territoires de Trévise et de Vérone (marche Trévisane). 
L'un des maîtres de l'ordre, Arnau de Torroja décède le 30 septembre 1184 à Vérone alors qu'il s'était rendu en occident pour prêcher une nouvelle croisade auprès du pape Lucius III et des rois européens. 

### Procès de l'ordre
Au moment du procès, les templiers de Venise ne furent pas inquiétés et demeurèrent dans leurs maisons. Ils y vivaient toujours lorsque le doge de Venise promit de les faire expulser le 6 novembre 1312 afin de permettre aux Hospitaliers de prendre possession des lieux. L'enquête dans les diocèses de Padoue et de Vicence fut confiée à l'inquisiteur dominicain François de San Severino, qui interrogea notamment le frère Jacques, commandeur de Sainte-Marie de Bevadoro afin de dresser un inventaire de leurs possessions.

## Possessions templières
Il est difficile de définir les rôles et l'importance respectives de chaque établissement, même s'il semble que les maisons de Padoue et de Venise aient joué un rôle prépondérant. Cependant la maison du Temple de Campanea (Santa maria del Tempio (it), Ormelle) semble être le chef-lieu de la baillie de la Marche Trévisane à partir du milieu du XIIIe siècle. Le frère Ermanno est cité comme commandeur de cette maison du Temple et de toutes celles de la Marche Trévisane en 1247 tout comme Giovanni di Castell'Arquato en 1302/04. 
* château ⇒ CH, baillie (Commanderie principale) ⇒ B, Commanderie ⇒ C, Fief ⇒ F, Hospice ⇒ H,
 Maison du Temple aux ordres d'un précepteur ⇒ M,  = Église (rang inconnu)
| Rang | Etablissement              | Ville actuelle (ou à proximité)          | Observations | Début présence templière |
| ---- | -------------------------- | ---------------------------------------- | --- | ------------------------ |
| M    | La Mason                   | Montebello Vicentino                     | à présent Résidence Hôtelière "La Mason" , 45° 26′ 33″ N, 11° 21′ 29″ E. |                          |
| M    | Pagnano                    | Asolo, hameau de « Pagnano (it) »        | [ 12 ] | ?                        |
| M    | Sajanega                   | Sossano                                  | À l'est de la commune en direction de l'ermitage Saint-Théobald , |                          |
| M    | San Giovani                | Venise                                   | constructions templières disparues: une église, un couvent, un hospice pour les pèlerins, une tour et d'autres bâtiments. ne subsiste que l'actuel prieuré de l'ordre de Saint-Jean de Jérusalem 45° 26′ 10″ N, 12° 20′ 46″ E | 1169                     |
| H    | San Giovani di Longara     | Vicence, hameau de « Longara »           | L'église et l'hospice, remaniés en maison de maître sont devenus une propriété privée appelée la « Villa Commenda » 45° 26′ 32″ N, 11° 21′ 28″ E                                                                              | 1169                     |
| M    | San Nicolò di Monticella   | Conegliano, quartier de Monticella       | [ 17 ] | ?                        |
| M    | San Paolo di Breda         | Breda di Piave                           | Maison et église citées en 1310 dans les archives de l’archevêché de Ravenne. | ?                        |
| M    | San Tommaso                | Trévise                                  | Église disparue.Elle se trouvait à proximité de l'actuelle porte Saint-Thomas (it)., 45° 40′ 11″ N, 12° 15′ 03″ E | 1200                     |
| M    | San Vitale di Verona       | Vérone                                   | Église Saint-Vital détruite au XIXe siècle. | ?                        |
| ?    | Santa Lucia dei Templari   | Ormelle, lieu-dit « Rai »                | Bâtiments détruits , 2 km au nord-ouest de Santa Maria del Tempio, | 1149                     |
| B    | Santa Maria del Tempio     | Ormelle, hameau de « Tempio (it) »       | Domus Templi de Campanea À l'origine intitulée Santa Maria a Campanea et qui prendra le nom de San Giovanni del Tempio di Oderzo au XVIIe siècle ,. 45° 47′ 25″ N, 12° 25′ 45″ E.                                             | 1190                     |
| C    | Santa Maria di Bevadoro    | Campodoro, hameau de « Bevadoro (it) »   | Devenu l'hospice Saint-Jean-Baptiste de Bevadoro à l'époque hospitalière,. Il y avait un précepteur commun à cette maison et à celle de Padoue tout au moins en 1285,                                                         | ?                        |
| M    | Santa Maria di capo Brolio | Venise                                   | Derrière l'actuel musée Correr 45° 26′ 01″ N, 12° 20′ 14″ E |                          |
| C    | Santa Maria Iconia         | Padoue                                   | À l'emplacement de l'actuelle église de la Madone Immaculée (it), 45° 24′ 26″ N, 11° 53′ 22″ E. | 1165                     |
| M    | Valeggio                   | Valeggio sul Mincio, hameau de Borghetto | Fief de Borghetto dont l'église Saint-Marc l'évangéliste (anciennement Santa Maria del Tempio) 45° 21′ 12″ N, 10° 43′ 29″ E                                                                                                   | fin XIIe siècle          |
| M    | Vicence                    | Vicence                                  | [ 25 ] | ?                        |

| Localisation en Vénétie (Liens vers les articles correspondants) |
| --- |
| \| Autriche Émilie-Romagne Frioul Vénétie julienne Lombardie Trentin Haut-Adige La Mason Pagnano Sajanega S. Gio. di Longara S. Maria · (Bevadoro) S. Giovani S. Paolo · di Breda S. Nicolò di Monticella S. Tommaso S. Vitale · di Verona S. Lucia S. Maria · del Tempio S. Maria Brolio S. Maria Iconia Valeggio Vicence \| |
| Autriche Émilie-Romagne Frioul Vénétie julienne Lombardie Trentin Haut-Adige La Mason Pagnano Sajanega S. Gio. di Longara S. Maria · (Bevadoro) S. Giovani S. Paolo · di Breda S. Nicolò di Monticella S. Tommaso S. Vitale · di Verona S. Lucia S. Maria · del Tempio S. Maria Brolio S. Maria Iconia Valeggio Vicence       |

### Possessions douteuses ou à confirmer
Ci-dessous une liste de biens pour lesquels l'appartenance aux templiers n'est pas étayée par des preuves historiques:
- Église Saint-Gaëtan (it) de Trévise d'après l'ouvrage de Bianca Capone[32] mais ce n'est pas l'opinion de tous les historiens. Cette église semble avoir appartenu aux Hospitaliers dès le XIIIe siècle[33]. Elle était désignée avant le XVIIe siècle sous le vocable de Saint-Jean-du-Temple. 45° 39′ 57″ N, 12° 15′ 03″ E
- Église Saint-Martin (it) de Trévise qui fut totalement détruite en 1944 et reconstruite dans un style moderne. Bianca Capone affirme que l'église et le couvent fortifié de l'époque leur appartenait[32] mais Giampaolo Cagnin parle d'une église appartenant aux bénédictins et qui passa aux Hospitaliers en 1320[34]. 45° 39′ 46″ N, 12° 14′ 41″ E
- Une maison du Temple à « Porto », hameau de la commune de Legnago. Supposition liée à la confiscation des biens de l'ordre à Vérone, ceux-ci ayant été confiés temporairement aux franciscains[N 12].